# Їржі Шлегр
Їржі Шлегр (чеськ. Jiří Šlégr, нар. 30 травня 1971, Їглава) — колишній чеський хокеїст, що грав на позиції захисника. Грав за збірну команду Чехословаччини та збірну команду Чехії.
Олімпійський чемпіон. Володар Кубка Стенлі. Провів понад 600 матчів у Національній хокейній лізі. 

## Ігрова кар'єра
Вихованець хокейного клубу «Літвінов».
Хокейну кар'єру розпочав 1992 року виступами за команду «Ванкувер Канакс» в НХЛ.
1990 року був обраний на драфті НХЛ під 23-м загальним номером командою «Ванкувер Канакс». 
Протягом професійної клубної ігрової кар'єри, що тривала 28 років, захищав кольори команд «Ванкувер Канакс», «Едмонтон Ойлерс», «Піттсбург Пінгвінс», «Атланта Трешерс», «Детройт Ред-Вінгс» та «Бостон Брюїнс».
Загалом провів 664 матчі в НХЛ, включаючи 42 гри плей-оф Кубка Стенлі.
Був гравцем молодіжної збірної Чехословаччини, у складі якої брав участь у 20 іграх. Виступав за збірні Чехословаччини та Чехії в складі яких провів 64 гри.

## Політична кар'єра
У 2010 Їржі був обраний депутатом Палати депутатів Парламенту Чеської Республіки від Чеської соціал-демократичної партії. 14 червня 2013 року склав повноваження депутата.

## Статистика

### Клубні виступи
| Сезон        | Клуб                 | Ліга         | Регулярний сезон | Регулярний сезон | Регулярний сезон | Регулярний сезон | Регулярний сезон | Плей-оф | Плей-оф | Плей-оф | Плей-оф | Плей-оф |
| Сезон        | Клуб                 | Ліга         | І                | Г                | П                | О                | ШХ               | І       | Г       | П       | О       | ШХ      |
| ------------ | -------------------- | ------------ | ---------------- | ---------------- | ---------------- | ---------------- | ---------------- | ------- | ------- | ------- | ------- | ------- |
| 1992–93      | «Ванкувер Канакс»    | НХЛ          | 41               | 4                | 22               | 26               | 109              | 5       | 0       | 3       | 3       | 4       |
| 1993–94      | «Ванкувер Канакс»    | НХЛ          | 78               | 5                | 33               | 38               | 86               | —       | —       | —       | —       | —       |
| 1994–95      | «Ванкувер Канакс»    | НХЛ          | 19               | 1                | 5                | 6                | 32               | —       | —       | —       | —       | —       |
| 1994–95      | «Едмонтон Ойлерс»    | НХЛ          | 12               | 1                | 5                | 6                | 14               | —       | —       | —       | —       | —       |
| 1994–95      | «Літвінов»           | ЧЕ           | 13               | 3                | 10               | 13               | 0                | —       | —       | —       | —       | —       |
| 1995–96      | «Едмонтон Ойлерс»    | НХЛ          | 57               | 4                | 13               | 17               | 74               | —       | —       | —       | —       | —       |
| 1996-97      | «Седертельє»         | Елітсерія    | 30               | 4                | 14               | 18               | 62               | —       | —       | —       | —       | —       |
| 1997–98      | «Піттсбург Пінгвінс» | НХЛ          | 73               | 5                | 12               | 17               | 109              | 6       | 0       | 4       | 4       | 2       |
| 1998–99      | «Піттсбург Пінгвінс» | НХЛ          | 63               | 3                | 20               | 23               | 86               | 13      | 1       | 3       | 4       | 12      |
| 1999–00      | «Піттсбург Пінгвінс» | НХЛ          | 74               | 11               | 20               | 31               | 82               | 10      | 2       | 3       | 5       | 19      |
| 2000–01      | «Піттсбург Пінгвінс» | НХЛ          | 42               | 5                | 10               | 15               | 60               | —       | —       | —       | —       | —       |
| 2000–01      | «Атланта Трешерс»    | НХЛ          | 33               | 3                | 16               | 19               | 36               | —       | —       | —       | —       | —       |
| 2001–02      | «Атланта Трешерс»    | НХЛ          | 38               | 3                | 5                | 8                | 51               | —       | —       | —       | —       | —       |
| 2001–02      | «Детройт Ред-Вінгс»  | НХЛ          | 8                | 0                | 1                | 1                | 8                | 1       | 0       | 0       | 0       | 2       |
| 2003–04      | «Ванкувер Канакс»    | НХЛ          | 16               | 2                | 5                | 7                | 8                | —       | —       | —       | —       | —       |
| 2003–04      | «Бостон Брюїнс»      | НХЛ          | 36               | 4                | 15               | 19               | 27               | 7       | 1       | 1       | 2       | 0       |
| 2005–06      | «Бостон Брюїнс»      | НХЛ          | 32               | 5                | 11               | 16               | 56               | —       | —       | —       | —       | —       |
| 2006–07      | «Литвинов»           | ЧЕ           | 41               | 8                | 8                | 16               | 134              | —       | —       | —       | —       | —       |
| 2007–08      | «Літвінов»           | ЧЕ           | 45               | 7                | 6                | 13               | 121              | 5       | 1       | 1       | 2       | 22      |
| 2008–09      | «Літвінов»           | ЧЕ           | 48               | 5                | 26               | 31               | 98               | 3       | 0       | 0       | 0       | 4       |
| 2009–10      | «Літвінов»           | ЧЕ           | 11               | 2                | 0                | 2                | 39               | 1       | 0       | 0       | 0       | 4       |
| 2013–14      | «Літвінов»           | ЧЕ           | 28               | 2                | 6                | 8                | 52               | —       | —       | —       | —       | —       |
| Усього в НХЛ | Усього в НХЛ         | Усього в НХЛ | 622              | 56               | 193              | 249              | 838              | 42      | 4       | 14      | 18      | 39      |

### Збірна
| Рік                | Команда            | Турнір             | Місце              | І  | Г | П | О  | ШХ  |
| ------------------ | ------------------ | ------------------ | ------------------ | -- | - | - | -- | --- |
| 1989               | Чехословаччина     | ЮЧЄ                | 2                  | 6  | 3 | 1 | 4  | 4   |
| 1990               | Чехословаччина     | МЧС                | 3                  | 7  | 3 | 4 | 7  | 18  |
| 1991               | Чехословаччина     | КК                 | 6-е                | 5  | 0 | 1 | 1  | 25  |
| 1991               | Чехословаччина     | МЧС                | 3                  | 7  | 0 | 9 | 9  | 14  |
| 1991               | Чехословаччина     | ЧС                 | 6-е                | 9  | 2 | 1 | 3  | 32  |
| 1992               | Чехія              | ОІ                 | 3                  | 8  | 1 | 1 | 2  | 14  |
| 1996               | Чехія              | КС                 | 8-е                | 3  | 0 | 0 | 0  | 6   |
| 1997               | Чехія              | ЧС                 | 3                  | 8  | 1 | 1 | 2  | 35  |
| 1998               | Чехія              | ОІ                 | 1                  | 6  | 1 | 0 | 1  | 8   |
| 1998               | Чехія              | ЧС                 | 3                  | 6  | 0 | 1 | 1  | 20  |
| 2004               | Чехія              | КС                 | 3                  | 3  | 1 | 0 | 1  | 2   |
| 2004               | Чехія              | ЧС                 | 5-е                | 7  | 0 | 2 | 2  | 10  |
| 2005               | Чехія              | ЧС                 | 1                  | 9  | 0 | 0 | 0  | 6   |
| Молодіжна збірна   | Молодіжна збірна   | Молодіжна збірна   | Молодіжна збірна   | 20 | 6 | 5 | 11 | 36  |
| Національна збірна | Національна збірна | Національна збірна | Національна збірна | 64 | 6 | 7 | 13 | 158 |